# La Brévine
La Brévine je obec v kantonu Neuchâtel na západě Švýcarska, nedaleko hranic s Francií. Má 630 obyvatel. Kvůli často nízkým zimním teplotám se obci přezdívá „švýcarská Sibiř“. V roce 1987 byla v La Brévine zaznamenána nejnižší oficiálně zaznamenaná teplota ve Švýcarsku, −41,8 °C.

## Geografie

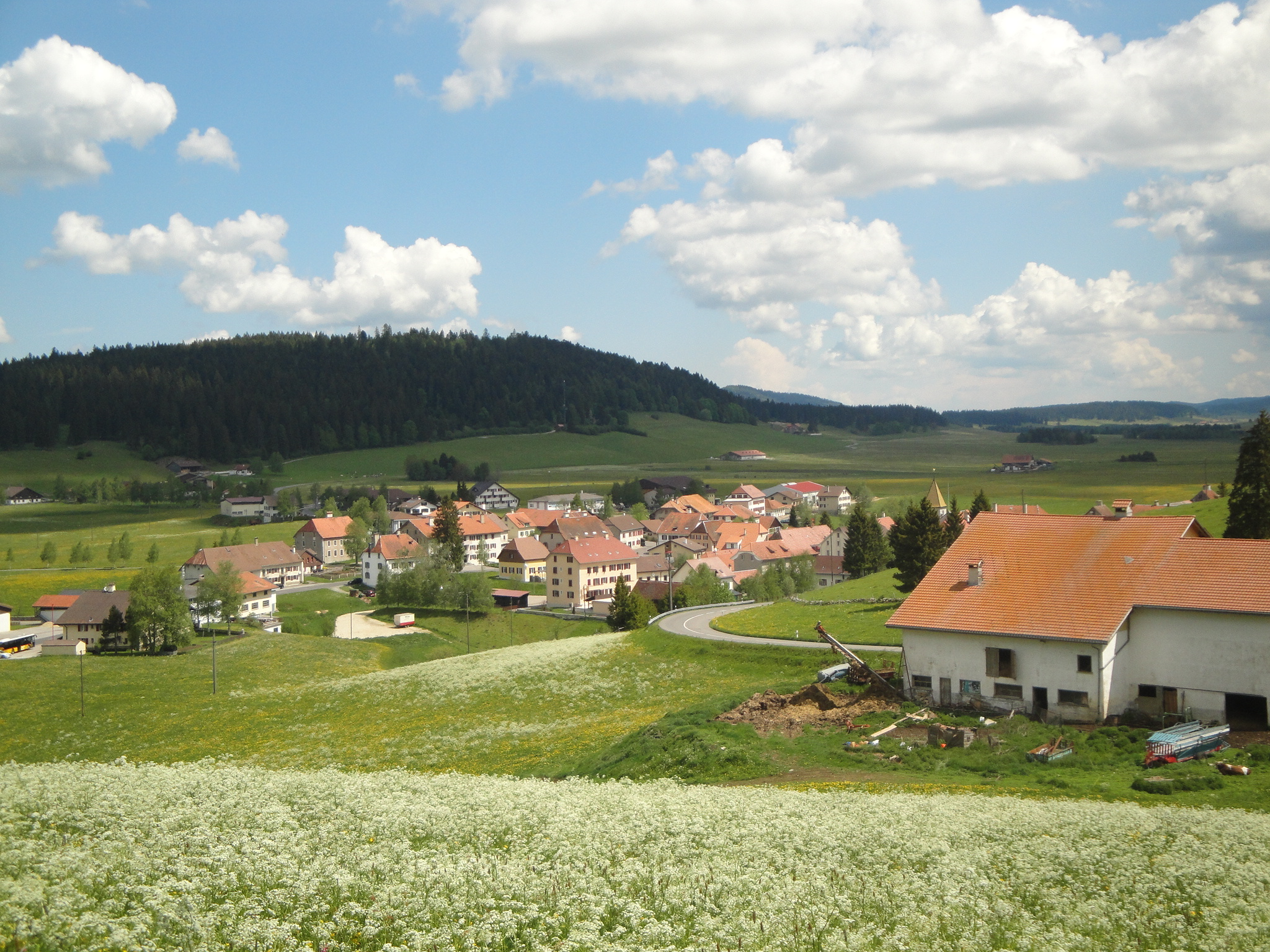
Celkový pohled na obec

La Brévine leží v nadmořské výšce 1043 metrů, vzdušnou čarou 24 km západně od hlavního města kantonu, Neuchâtelu. Zemědělská obec se rozkládá na rovinaté ploše vysoko položeného údolí Vallée de la Brévine v Neuchâtelském Jurovi, po obou stranách vesnického potoka Le Bied, v blízkosti hranic s Francií.
Území obce o rozloze 41,8 km² zahrnuje střední a západní část synklinály Vallée de la Brévine s jezerem Lac des Taillères, které nemá povrchový odtok. Na jihu zasahuje území obce do výšin Les Fontenettes (1242 m n. m.) a Crêt du Cervelet, kde se nachází nejvyšší bod La Brévine (1308 m n. m.). Severní hranice vede po zalesněném hřebeni masivu Armont, které se zvedá do výšky 1266 m n. m. Na západě oblast zasahuje v úzkém zákoutí přes výšinu Bois des Vaux (1220 m n. m.) do povodí řeky Doubs a až ke skalnatému výběžku Rochers du Cerf (1195 m n. m.). Na výšinách jižně od Vallée de la Brévine se nacházejí rozsáhlé jurské vysokohorské pastviny s typickými mohutnými smrky, které zde stojí buď samostatně, nebo ve skupinách. V roce 1997 zaujímala 2 % rozlohy obce zastavěná plocha, 43 % lesy a háje, 53 % zemědělství a přes 2 % tvořila neproduktivní půda.
K obci La Brévine patří osady Le Brouillet (1060 m n. m.) a Bémont (1050 m n. m.) v jihozápadní části Vallée de la Brévine, Les Taillères (1055 m n. m.) severně od jezera Lac des Taillères, La Châtagne (1056 m n. m.) východně od La Brévine na okraji Marais de la Chatagne, jakož i četné izolované farmy roztroušené ve vysokém údolí a na výšinách Jury. Sousedními obcemi La Brévine jsou Val-de-Travers, Les Ponts-de-Martel, La Chaux-du-Milieu a Le Cerneux-Péquignot v kantonu Neuchâtel a Grand'Combe-Châteleu, Les Gras, Ville-du-Pont a Hauterive-la-Fresse v sousední Francii.

## Klima
La Brévine se vyznačuje drsným a poměrně vlhkým podnebím. V zimě se ve zcela uzavřeném údolí Vallée de la Brévine během mrazivých nocí vytváří velké množství studeného vzduchu (jasná obloha a slabý nebo žádný vítr zajišťují maximální ochlazení země). Nezřídka zde dosahují teploty až −30 °C, díky čemuž si toto místo vysloužilo označení švýcarská Sibiř. Nejnižší teplota, která kdy byla zaznamenána na oficiální stanici MeteoSwiss ve Švýcarsku, byla −41,8 °C na měřicí stanici La Brévine 12. ledna 1987.

## Historie

La Brévine (1950)

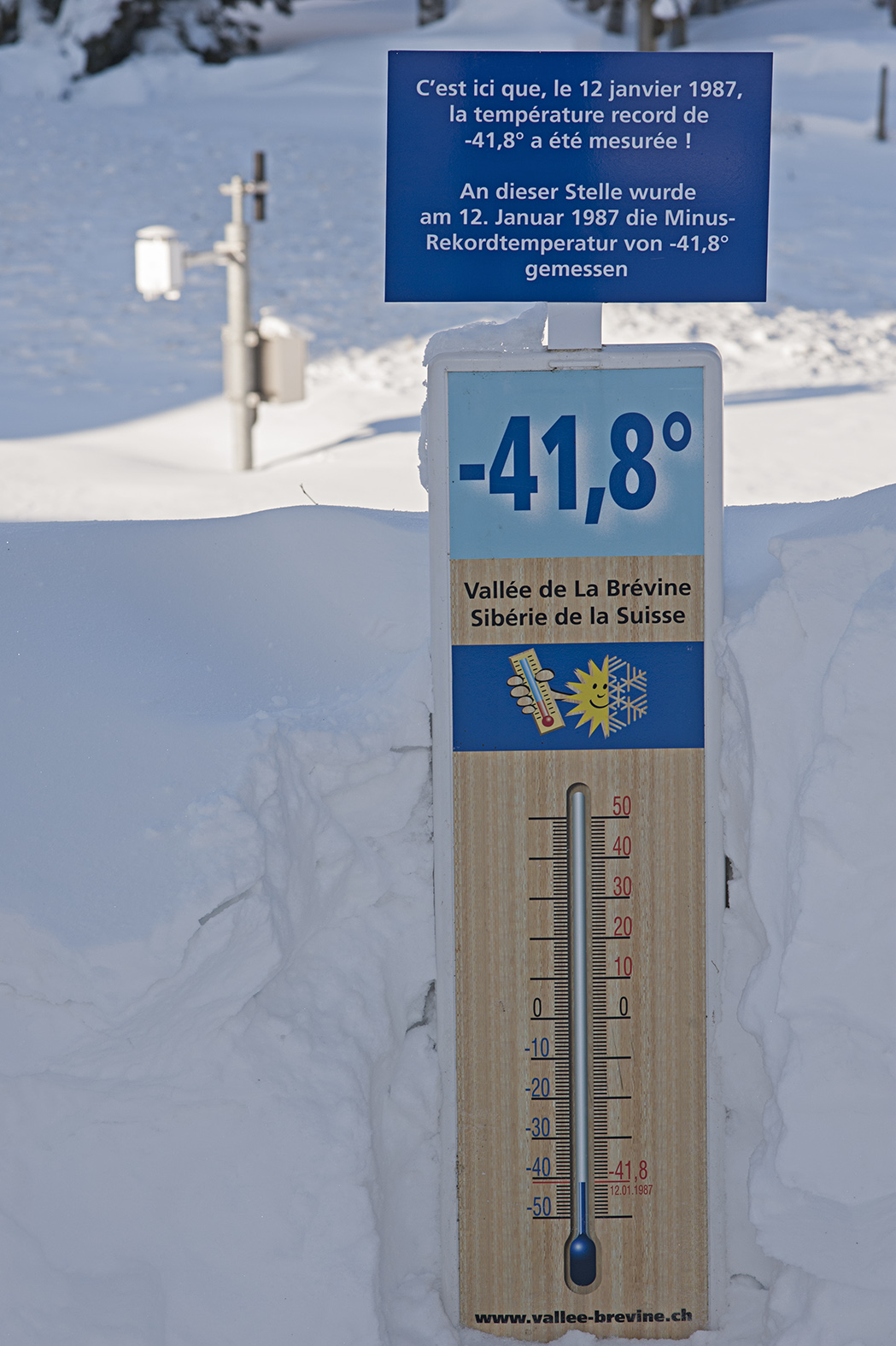
Pamětní deska, upomínající na teplotní rekord v obci

Údolí Vallée de la Brévine obdělávali od 13. století osadníci z údolí Val de Travers. Ve 14. století se sem přistěhovali emigranti z Burgundska. Etymologie názvu La Brévine je sporná. Některé prameny jej vykládají jako variantu slova abreuvoir (napajedlo), jiné jej odvozují od keltského bebrona, což znamená bobří potok. První vesnice, o níž se v dokumentech píše, je Bémont (1266 Bemont), vesnice Les Taillères je rovněž zmiňována již v roce 1304 (Chaul de Estaleres).
Po přistěhování osadníků z Le Locle a La Sagne v průběhu 16. století se údolí dostávalo stále více pod vliv panství Valangin. Až do roku 1624 patřilo La Brévine ke kastelánství Val de Travers, poté se stalo samostatnou obcí s radnicí a občanským soudem, který byl zrušen až v roce 1848. Název La Brévine se zpočátku vztahoval pouze na centrální vesnici, ale teprve v 18. století byl rozšířen na celé území dnešní obce. V roce 1831 padlo mnoho domů za oběť požáru.
Svrchovanost nad La Brévine mělo hrabství Neuchâtel, které se v roce 1648 stalo knížectvím a od roku 1707 bylo personální unií spojeno s Pruským královstvím. V roce 1806 bylo území postoupeno Napoleonovi a v roce 1815 v rámci Vídeňského kongresu připadlo Švýcarské konfederaci, i když pruští králové zůstali až do Neuchâtelské smlouvy z roku 1857 také knížaty Neuchâtelu. Malíř, kreslíř, litograf a vitrážista Lermite žil několik let v odlehlém domě zvaném „L'Ermitage“ v La Brévine.

## Obyvatelstvo
| Vývoj počtu obyvatel | Vývoj počtu obyvatel | Vývoj počtu obyvatel | Vývoj počtu obyvatel | Vývoj počtu obyvatel | Vývoj počtu obyvatel | Vývoj počtu obyvatel | Vývoj počtu obyvatel | Vývoj počtu obyvatel | Vývoj počtu obyvatel | Vývoj počtu obyvatel | Vývoj počtu obyvatel |
| -------------------- | -------------------- | -------------------- | -------------------- | -------------------- | -------------------- | -------------------- | -------------------- | -------------------- | -------------------- | -------------------- | -------------------- |
| Rok                  | 1750                 | 1850                 | 1880                 | 1900                 | 1950                 | 1960                 | 1970                 | 1980                 | 1990                 | 2000                 | 2005                 |
| Počet obyvatel       | 1220                 | 1339                 | 1703                 | 1494                 | 1008                 | 876                  | 783                  | 654                  | 626                  | 647                  | 703                  |

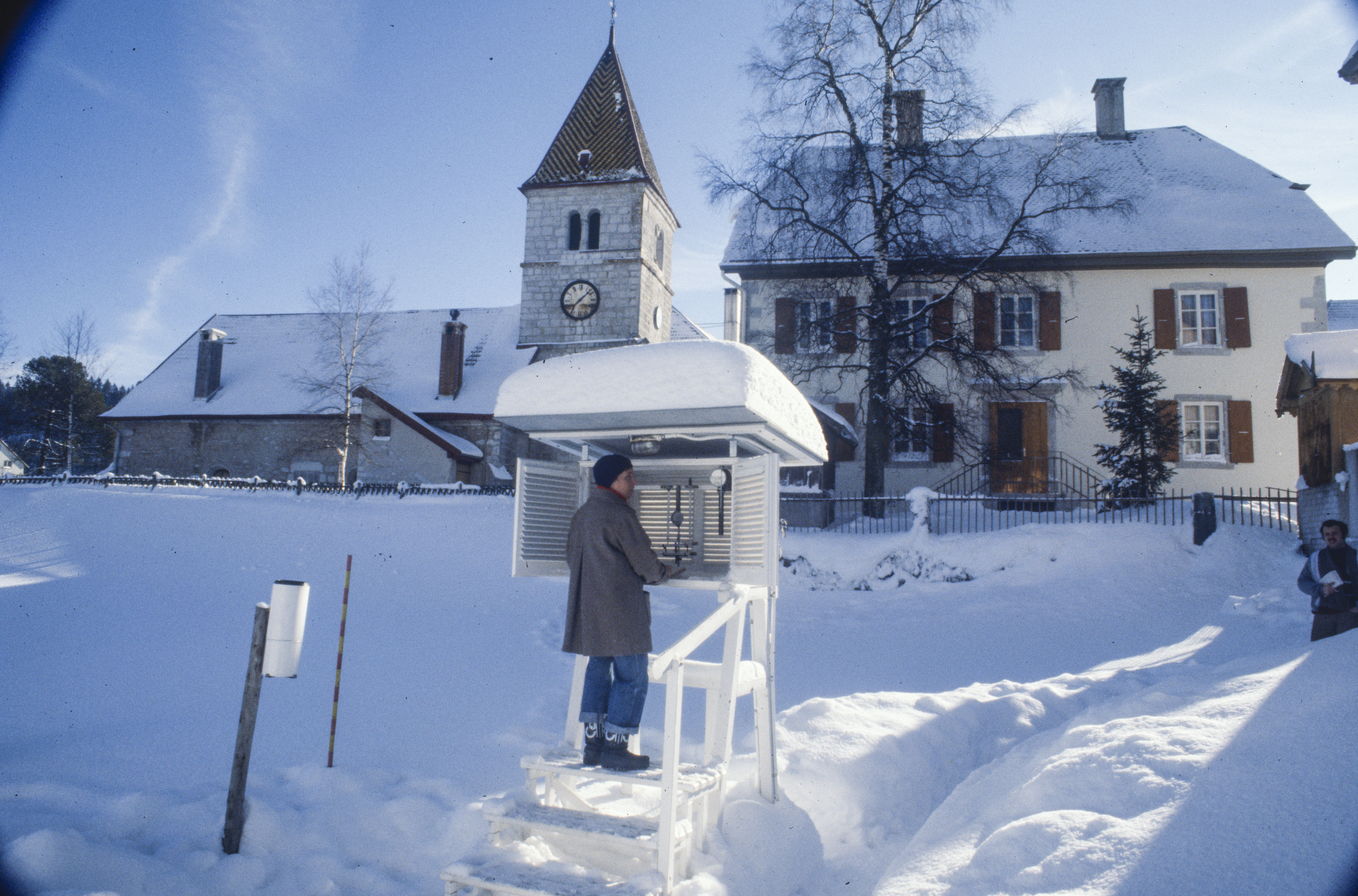
Kostel s rekordní měřicí stanicí

K 31. prosinci 2021) v obci žilo 613 obyvatel. Z celkového počtu obyvatel 95,2 % hovoří francouzsky, 3,4 % německy a 0,6 % portugalsky (stav v roce 2000). Údolí La Brévine bylo v 18. a 19. století poměrně hustě osídleno. Po dosažení vrcholu kolem roku 1880 způsobilo silné vystěhovalectví pokles počtu obyvatel o více než 60 %, který se podařilo zpomalit a zastavit až okolo roku 2000.

## Hospodářství
La Brévine byla až do 19. století zemědělskou obcí. V 18. století bylo zavedeno domácí předení a krajkářství. V průběhu 19. století bylo toto odvětví průmyslu nahrazeno hodinářstvím, které přineslo do údolí hospodářský rozmach. Od 18. století se v bažinách údolí Vallée de la Brévine těžila rašelina. V současnosti je těžba rašeliny ukončena. Jediným průmyslovým podnikem je hodinářská výroba; velký význam má stále zemědělství, v němž je zaměstnáno přibližně 50 % pracovní síly v primárním sektoru. Převažuje chov dobytka a mlékárenství (výroba sýrů), obchoduje se také se dřevem.

## Doprava
Obec leží daleko od hlavních průjezdních silnic na kantonální silnici z Le Locle do Fleurier. La Brévine je napojena na síť veřejné dopravy třemi poštovními autobusovými linkami (do Le Locle, Fleurier a Les Bayards).